# The War Raiders
The War Raiders, conosciuti anche come The Viking Raiders e The War Machine, sono un tag team di wrestling attivo dal 2015 e composto da Erik e Ivar. I due combattono dal 2018 in WWE e si esibiscono nel roster di Raw.
Tra il 2015 e il 2018 il duo ha lottato nella New Japan Pro-Wrestling e nella Ring of Honor come War Machine, vincendo due volte l'IWGP Tag Team Championship e una volta il ROH World Tag Team Championship. Dopo l'approdo in WWE nel 2018, ha invece detenuto una volta l'NXT Tag Team Championship e due volte il World Tag Team Championship.

## Storia

### Circuito indipendente (2015–2018)
Nel 2014 Hanson e Rowe partecipano al Top Prospect Tournament, dove si scontrano nella finale, vinta da Hanson. Dopo quel match, i due formano un nuovo tag team, noto come War Machine. Firmano il loro primo contratto con la compagnia ROH nell'Aprile 2015. Il 22 Agosto i War Machine sconfiggono il tag team Killer Elite Squad, detentori dei GHC Tag team Championship, in un match non titolato; ottengono la possibilità di dare l'assalto ai titoli il 19 settembre, ma vengono sconfitti dai campioni. Il 18 Dicembre, a Final Battle, sconfiggono il tag team The Kingdom, e vincono i ROH World Tag Team Championship. Perdono i titoli il 9 Maggio 2016, a War of the Worlds, contro i The Addiction. A fine 2016, i War Machine competono nel New Japan Pro Wrestling's 2016 World Tag League, dove ottengono quattro vittorie su sette scontri, ma non riescono ad accedere alla finale.
Dopo una parentesi in Gran Bretagna, i War Machine tornano in Giappone e sconfiggono i Tencozy a Sakura Genesis 2017, il 9 aprile, vincendo i IWGP Tag Team Championship. Perdono i titoli a giugno a Dominion 6.11 contro la Guerrilas of Destiny, tag team formato dai membri del Bullet Club Tama Tonga e Tanga Loa, ma li riconquistato a G1 Special in Usa, in un no disqualification match, l'11 Luglio. Dopo un three way match, che comprendeva la Guerrilas of Destiny e la Killer Elite Squad, perdono i titoli a favore di quest'ultimo team, a Destruction in Kobe, il 24 Settembre. Concludono la loro esperienza a ROH il 16 Dicembre 2017 e hanno il loro ultimo match in NJPW il 5 gennaio 2018, a New Year's Dash.

### WWE (2018–presente)

#### NXT(2018–2019)
Il 16 gennaio 2018 la WWE annunciò di aver messo sotto contratto i War Machine, mandandoli nel Performance Center. Hanson e Rowe debuttarono come The War Raiders nella puntata di NXT dell'11 aprile interferendo nel match tra gli Heavy Machinery e Riddick Moss e Tino Sabbatelli. Nella puntata di NXT del 18 aprile i War Raiders fecero il loro debutto sul ring sconfiggendo facilmente i Metro Brothers, due jobber. Il 17 novembre, a NXT TakeOver: WarGames, i War Raiders, Pete Dunne e Ricochet sconfissero l'Undisputed Era in un WarGames match. Il 26 gennaio 2019, a NXT TakeOver: Phoenix, i War Raiders sconfissero Kyle O'Reilly e Roderick Strong dell'Undisputed Era conquistando l'NXT Tag Team Championship per la prima volta. Il 5 aprile, a NXT TakeOver: New York, i War Raiders mantennero le cinture contro Aleister Black e Ricochet.

#### Raw(2019–2021)
Con lo Shake-up del 15 aprile i War Raiders vennero trasferiti nel roster di Raw, nonostante detenessero ancora l'NXT Tag Team Championship. In tale puntata, i due cambiarono nome in Erik e Ivar come The Viking Experience e, in serata, sconfissero, assieme ai Revival, Aleister Black, Ricochet, Curt Hawkins e Zack Ryder. Nella puntata di Raw del 22 aprile cambiarono nome in The Viking Raiders e attaccarono i Lucha House Party. Nella puntata di NXT del 1º maggio i Viking Raiders resero vacante l'NXT Tag Team Championship dopo la loro promozione al roster di Raw avvenuta sedici giorni prima. Nella puntata di Raw del 26 agosto i Viking Raiders parteciparono ad un Gauntlet match per determinare i contendenti nº1 al Raw Tag Team Championship di Braun Strowman e Seth Rollins ma vennero eliminati per squalifica insieme a Luke Gallows e Karl Anderson. Nella puntata di Raw del 14 ottobre i Viking Raiders sconfissero Dolph Ziggler e Robert Roode conquistando il Raw Tag Team Championship per la prima volta. Nella puntata di Raw del 18 novembre i Viking Raiders affrontarono Randy Orton e Ricochet per difendere il Raw Tag Team Championship ma vennero sconfitti per squalifica, mantenendo così i titoli, a causa dell'invasione degli atleti di SmackDown e NXT. Nella puntata di Raw del 9 dicembre i Viking Raiders difesero con successo i titoli contro gli Street Profits. Il 15 dicembre, a TLC: Tables, Ladders & Chairs, i Viking Raiders organizzarono una open challenge per il Raw Tag Team Championship, e ad essa risposero Luke Gallows e Karl Anderson dell'O.C., ma il match terminò in doppio count-out. Nella puntata di Raw del 6 gennaio 2020 i Viking Raiders difesero con successo i titoli in un Triple Threat Tag Team match contro Luke Gallows e Karl Anderson e gli Street Profits. Nella puntata di Raw del 20 gennaio i Viking Raiders persero i titoli contro Buddy Murphy e Seth Rollins dopo 98 giorni di regno. Il 27 febbraio, nel Kick-off di Super ShowDown, i Viking Raiders vennero sconfitti da Luke Gallows e Karl Anderson. L'8 marzo, nel Kick-off di Elimination Chamber, i Viking Raiders trionfarono su Curt Hawkins e Zack Ryder. Nella puntata di Raw del 22 giugno i Viking Raiders affrontarono gli Street Profits per il Raw Tag Team Championship ma vennero sconfitti. Nella puntata di Raw del 27 luglio i Viking Raiders parteciparono ad un Triple Threat Tag Team match che comprendeva anche Andrade e Angel Garza e Cedric Alexander e Ricochet per determinare gli sfidanti al Raw Tag Team Championship degli Street Profits ma il match venne vinto da Andrade e Garza. In seguito, dopo l'infortunio di Ivar al collo, anche Erik si infortunò al tricipite. Nella puntata di Raw del 9 novembre Erik tornò in azione schienando Akira Tozawa durante un incontro multiplo conquistando il 24/7 Championship per la prima volta, ma lo perse immediatamente dopo contro Drew Gulak. Nella puntata speciale WrestleMania SmackDown del 9 aprile 2021 Erik partecipò all'André the Giant Memorial Battle Royal ma venne eliminato da Elias e Jaxson Ryker. Nella puntata di Raw del 7 giugno i Viking Raiders, tornati in azione da poco tempo, trionfarono in una Battle Royal eliminando per ultimi gli RK-Bro, diventando gli sfidante al Raw Tag Team Championship di AJ Styles e Omos. Il 18 luglio, a Money in the Bank, i Viking Raiders vennero tuttavia battuti da Styles e Omos, fallendo nell'opportunità di conquistare le cinture di coppia di Raw. Due settimane dopo, a Raw, nella rivincita titolata di Money in the Bank, i Viking Raiders vennero nuovamente sconfitti da Styles e Omos.

#### SmackDown(2021–presente)
Il 4 ottobre, per effetto del Draft, i Viking Raiders passarono al roster di SmackDown. I due debuttarono nello show nella puntata del 5 novembre sconfiggendo Happy Corbin e Madcap Moss per count-out. Il 21 novembre, a Survivor Series, i Viking Raiders presero parte ad una Battle Royal dedicata a The Rock ma vennero eliminati. Nella puntata di SmackDown del 26 novembre i Viking Raiders presero parte una Battle Royal per determinare lo sfidante allo Universal Championship di Roman Reigns ma vennero eliminati. Nella puntata di SmackDown del 24 dicembre sia Erik che Ivar parteciparono ad un Gauntlet match per determinare lo afidante all'Intercontinental Championship di Shinsuke Nakamura ma Erik venne eliminato da Angel mentre Ivar da Sheamus. Nella puntata di SmackDown del 14 gennaio i Viking Raiders vinsero un Fatal 4-Way Tag Team match che comprendeva Cesaro e Mansoor, Jinder Mahal e Shanky e i Los Lotharios (Angel e Humberto), diventando gli sfidanti allo SmackDown Tag Team Championship degli Usos. Il 19 febbraio, ad Elimination Chamber, il match tra i Viking Raiders e gli Usos per i titoli di coppia di SmackDown non ebbe inizio a causa dell'attacco dei campioni agli sfidanti. Nella puntata di SmackDown del 4 marzo i Viking Raiders sfidarono nuovamente gli Usos per i titoli ma vennero sconfitti. Nella puntata di SmackDown del 1º aprile i Viking Raiders presero parte all'annuale André the Giant Memorial Battle Royal ma vennero eliminati da Commander Azeez. Dopo una breve parentesi ad NXT 2.0 contro i Creed Brothers, i Viking Raiders tornarono come heel nella puntata di SmackDown del 24 giugno attaccando il New Day (Kofi Kingston e Xavier Woods). Il 1º aprile, a WrestleMania 39, i Viking Raiders presero parte ad un Fatal 4-Way match insieme all'Alpha Academy, Braun Strowman e Ricochet e gli Street Profits ma il match venne vinto dai Profits.

#### Ritorno adRaw(2023–presente)
Il 29 aprile 2023, per effetto del Draft, i Raiders passarono al roster di Raw, facendovi dunque ritorno. Dopo alcune settimane di promo, Ivar ed Erik tornarono nell'episodio del 14 ottobre sconfiggendo l'Alpha Academy tornando al loro nome e al loro espediente War Raiders . Il 16 dicembre, a Raw, sconfissero Finn Bálor e McDonagh conquistando il World Tag Team Championship Nella puntata del 27 gennaio difesero i titoli di coppia battendo nuovamente il Judgment Day, la cui coppia era composta da Dominik Mysterio e McDonagh. Nella puntata di Raw del 3 marzo mantennero i titoli sconfiggendo i Creed Brothers.

## Nel wrestling

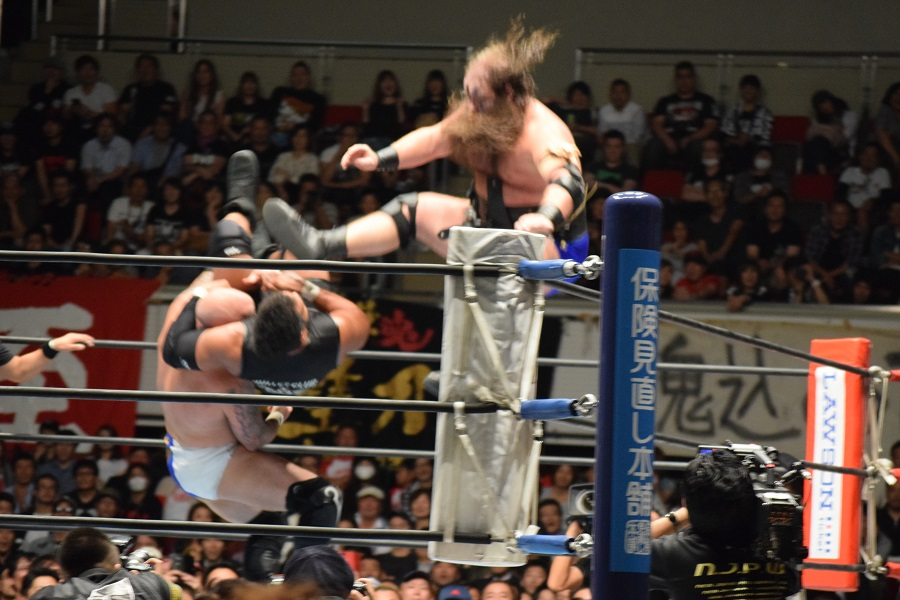
I Viking Raiders mentre eseguono la Fallout su Tanga Loa

### Mosse finali in coppia
- Fallout (Belly-to-back suplex di Erik in combinazione con un Diving leg drop di Ivar)
- Ragnarǫk (Double powerbomb)
- Viking Experience (Aided pop-up double team powerslam)

### Soprannomi
- "The Modern-Day Vikings"

### Musiche d'ingresso
- Blood and Tears di Eric Baumont
- Prepare For War di David Grimason
- War dei CFO$ (WWE; 2018–2021; 2024–presente)
- Raid dei def rebel (WWE; 2021–2022)
- Vicious dei def rebel (WWE; 2022–2024)

## Titoli e riconoscimenti

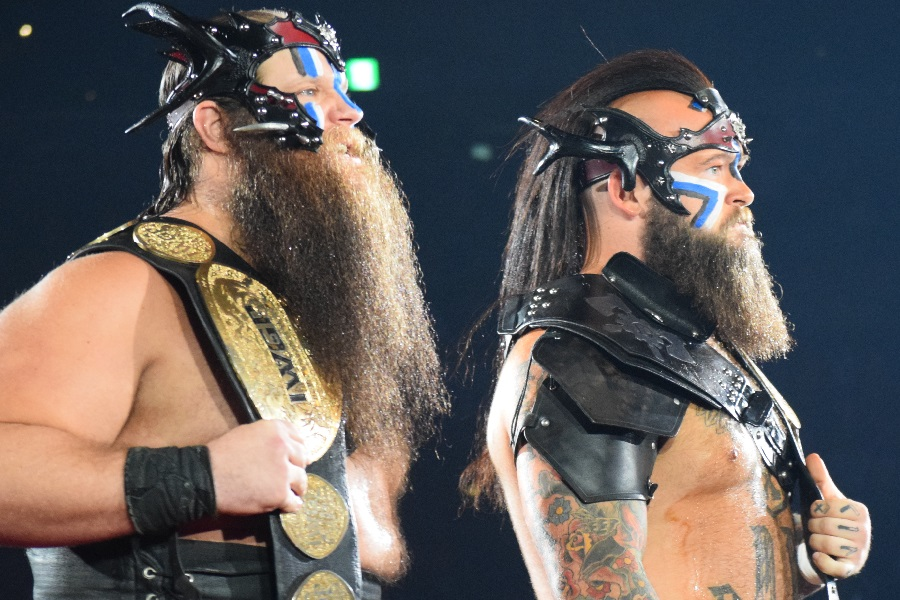
I War Machine con l'IWGP Tag Team Championship, titolo che hanno vinto due volte

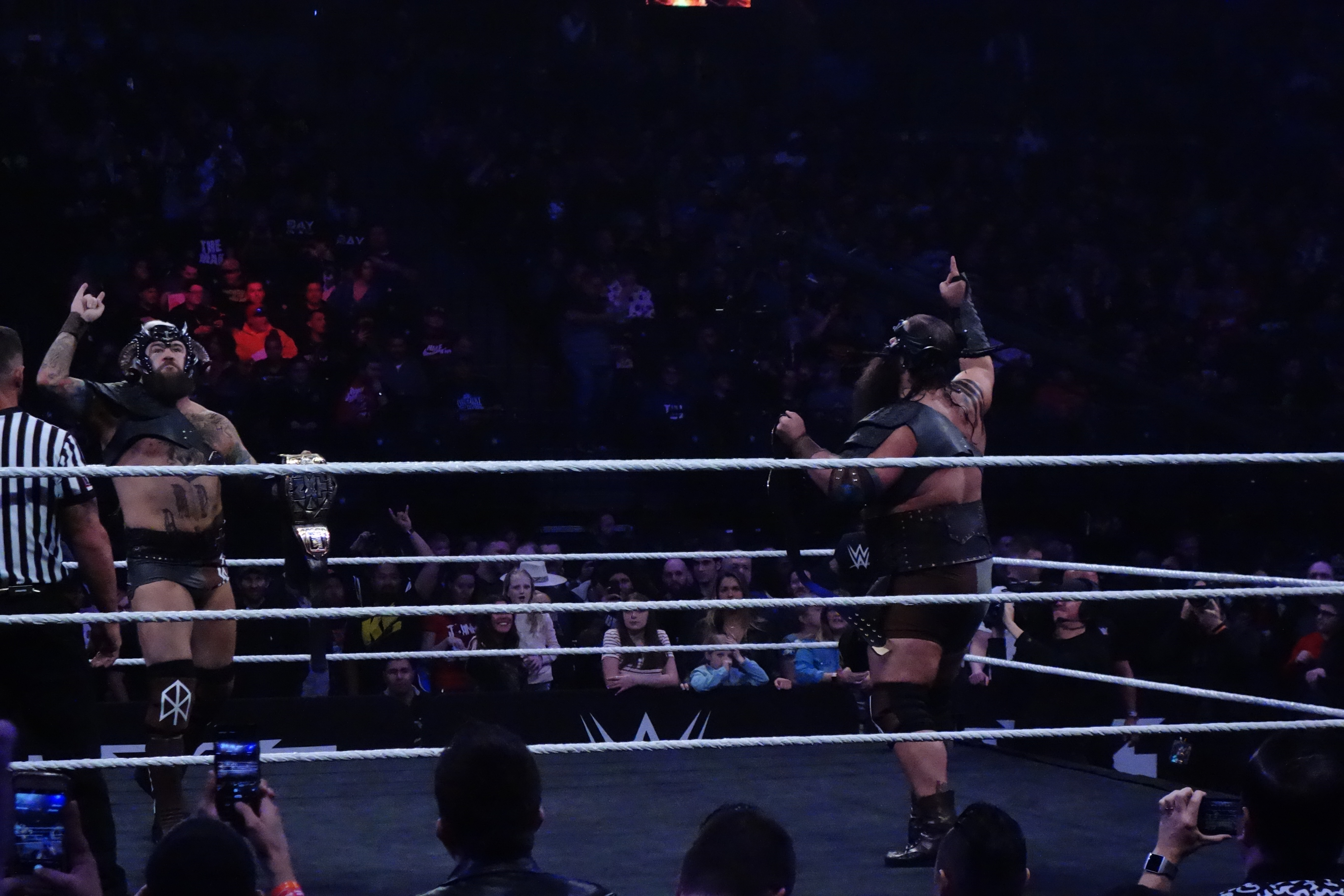
I War Raiders con l'NXT Tag Team Championship, titolo che hanno vinto una volta

- Brew City Wrestling
  - BCW Tag Team Championship
- New Japan Pro-Wrestling
  - IWGP Tag Team Championship
- Ring of Honor
  - ROH World Tag Team Championship
- VIP Wrestling
  - VIP Tag Team Championship
- What Culture Pro-Wrestling
  - WCPW Tag Team Championship
- WWE
  - World Tag Team Championship[N 1]
  - NXT Tag Team Championship